# Eiskunstlauf-Europameisterschaften 1977

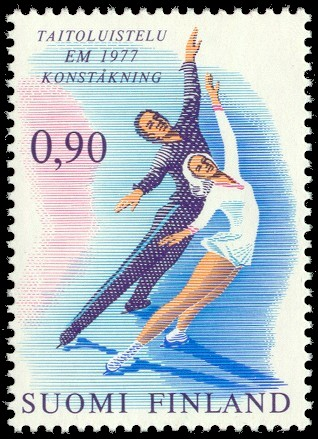
Finnische Briefmarke zur EM

Die 69. Eiskunstlauf-Europameisterschaften fanden vom 25. bis 30. Januar 1977 in Helsinki statt.

## Ergebnisse

### Herren
| Platz | Sportler                 | Land                   |
| ----- | ------------------------ | ---------------------- |
| 1     | Jan Hoffmann             | DDR                    |
| 2     | Wladimir Kowaljow        | Sowjetunion            |
| 3     | Robin Cousins            | Vereinigtes Königreich |
| 4     | Juri Owtschinnikow       | Sowjetunion            |
| 5     | Pekka Leskinen           | Finnland               |
| 6     | Konstantin Kokora        | Sowjetunion            |
| 7     | Ronald Koppelent         | Österreich             |
| 8     | Mario Liebers            | DDR                    |
| 9     | Miroslav Šoška           | Tschechoslowakei       |
| 10    | Kurt Kürzinger           | BR Deutschland         |
| 11    | Gerhard Hubmann          | Österreich             |
| 12    | Grzegorz Głowania        | Polen                  |
| 13    | Glyn Jones               | Vereinigtes Königreich |
| 14    | Thomaz Öberg             | Schweden               |
| 15    | Matjaž Krušec            | Jugoslawien            |
|       | Christophe Boyadjian (Z) | Frankreich             |

- Z = Zurückgezogen

### Damen
| Platz | Sportlerin                | Land                   |
| ----- | ------------------------- | ---------------------- |
| 1     | Anett Pötzsch             | DDR                    |
| 2     | Dagmar Lurz               | BR Deutschland         |
| 3     | Susanna Driano            | Italien                |
| 4     | Marion Weber              | DDR                    |
| 5     | Jelena Wodoresowa         | Sowjetunion            |
| 6     | Denise Biellmann          | Schweiz                |
| 7     | Kristiina Wegelius        | Finnland               |
| 8     | Claudia Kristofics-Binder | Österreich             |
| 9     | Karin Enke                | DDR                    |
| 10    | Danielle Rieder           | Schweiz                |
| 11    | Zhanna Ilina              | Sowjetunion            |
| 12    | Deborah Cottrill          | Vereinigtes Königreich |
| 13    | Karena Richardson         | Vereinigtes Königreich |
| 14    | Gerti Schanderl           | BR Deutschland         |
| 15    | Grażyna Dudek             | Polen                  |
| 16    | Sanda Dubravčić           | Jugoslawien            |
| 17    | Eva Ďurišinová            | Tschechoslowakei       |
| 18    | Franca Bianconi           | Italien                |
| 19    | Lotta Crispin             | Schweden               |
| 20    | Anne-Marie Verlaan        | Niederlande            |
| 21    | Doina Mitricica           | Rumänien               |
| 22    | Anne-Sophie de Kristoffy  | Frankreich             |
| 23    | Katja Seretti             | Italien                |
| 24    | Bente Larsen              | Norwegen               |
| 25    | Gloria Mas                | Spanien                |

### Paare
| Platz | Sportler                                | Land             |
| ----- | --------------------------------------- | ---------------- |
| 1     | Irina Rodnina / Alexander Saizew        | Sowjetunion      |
| 2     | Irina Worobjowa / Alexander Wlassow     | Sowjetunion      |
| 3     | Marina Tscherkassowa / Sergei Schachrai | Sowjetunion      |
| 4     | Manuela Mager / Uwe Bewersdorf          | DDR              |
| 5     | Sabine Baeß / Tassilo Thierbach         | DDR              |
| 6     | Ingrid Spieglová / Alan Spiegl          | Tschechoslowakei |
| 7     | Elzbieta Luczynska / Marek Chrolenko    | Polen            |
| 8     | Susanne Scheibe / Andreas Nischwitz     | BR Deutschland   |
| 9     | Sabine Fuchs / Xavier Videau            | Frankreich       |
| 10    | Gabriele Beck / Jochen Stahl            | BR Deutschland   |
| 11    | Chantal Zürcher / Paul Huber            | Schweiz          |

### Eistanz
| Platz | Sportler                                 | Land                   |
| ----- | ---------------------------------------- | ---------------------- |
| 1     | Irina Moissejewa / Andrei Minenkow       | Sowjetunion            |
| 2     | Krisztina Regőczy / András Sallay        | Ungarn                 |
| 3     | Natalja Linitschuk / Gennadi Karponossow | Sowjetunion            |
| 4     | Janet Thompson / Warren Maxwell          | Vereinigtes Königreich |
| 5     | Marina Sujewa / Andrei Witman            | Sowjetunion            |
| 6     | Kay Barsdell / Kenneth Foster            | Vereinigtes Königreich |
| 7     | Liliana Řeháková / Stanislav Drastich    | Tschechoslowakei       |
| 8     | Susi Handschmann / Peter Handschmann     | Österreich             |
| 9     | Isabella Rizzi / Luigi Freroni           | Italien                |
| 10    | Halina Gordon / Tadeusz Góra             | Polen                  |
| 11    | Anna Pisánská / Jiří Musil               | Tschechoslowakei       |
| 12    | Stefania Bertele / Walter Cecconi        | Italien                |
| 13    | Elzbieta Wegrzyk / Andrzej Alberciak     | Polen                  |
| 14    | Muriel Boucher / Yves Malatier           | Frankreich             |